# Kabinett Katō Takaaki

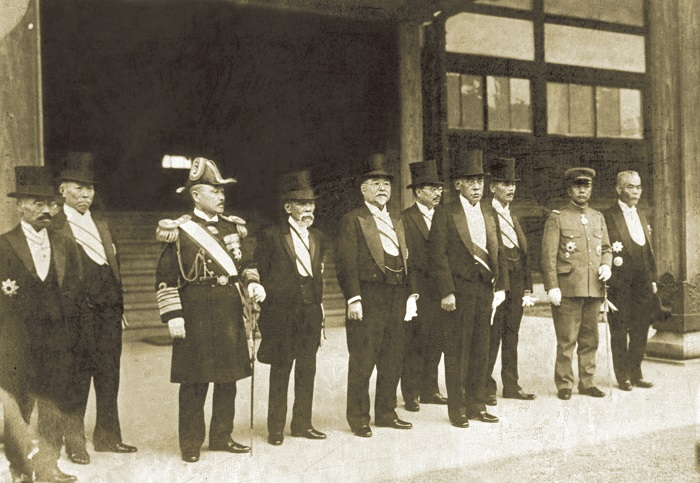
Kabinett Katō Takaaki, 2. August 1925

Das Kabinett Katō Takaaki (jap. 加藤高明内閣, Katō Takaaki naikaku) regierte Japan unter Führung von Premierminister Katō Takaaki vom 11. Juni 1924 bis zu dessen Tod am 28. Januar 1926 und löste sich 30. Januar 1926 auf.
| Amt                                     | Name                                                                                       | Kammer (Wahlkreis) | Fraktion |
| --------------------------------------- | ------------------------------------------------------------------------------------------ | ------------------ | -------- |
| Premierminister                         | Katō Takaaki Vom 26. bis 30. Januar 1926 war Wakatsuki Reijirō geschäftsführender Premier. |                    |          |
| Außenminister                           | Shidehara Kijūrō                                                                           |                    |          |
| Innenminister                           | Wakatsuki Reijirō                                                                          |                    |          |
| Finanzminister                          | Hamaguchi Osachi                                                                           |                    |          |
| Heeresminister                          | Ugaki Kazushige                                                                            |                    |          |
| Marineminister                          | Takarabe Takeshi                                                                           |                    |          |
| Justizminister                          | Yokota Sennosuke bis 5. Februar 1925                                                       |                    |          |
| Justizminister                          | Takahashi Korekiyo bis 9. Februar 1925                                                     |                    |          |
| Justizminister                          | Ogawa Heikichi bis 2. August 1925                                                          |                    |          |
| Justizminister                          | Egi Tasuku bis 30. Januar 1926                                                             |                    |          |
| Kultusminister                          | Okada Ryōhei                                                                               |                    |          |
| Minister für Landwirtschaft und Handel  | Takahashi Korekiyo bis 1. April 1925 (Auflösung)                                           |                    |          |
| Minister für Landwirtschaft und Forsten | Takahashi Korekiyo 1. April bis 17. April 1925                                             |                    |          |
| Minister für Landwirtschaft und Forsten | Okazaki Kunisuke bis 2. August 1925                                                        |                    |          |
| Minister für Landwirtschaft und Forsten | Hayami Seiji bis 30. Januar 1926                                                           |                    |          |
| Minister für Industrie und Handel       | Takahashi Korekiyo 1. April bis 17. April 1925                                             |                    |          |
| Minister für Industrie und Handel       | Noda Utarō bis 2. August 1925                                                              |                    |          |
| Minister für Industrie und Handel       | Kataoka Naoharubis 30. Januar 1926                                                         |                    |          |
| Minister für Kommunikation              | Inukai Tsuyoshi bis 30. Mai 1925                                                           |                    |          |
| Minister für Kommunikation              | Adachi Kenzō bis 30. Januar 1926                                                           |                    |          |
| Eisenbahnminister                       | Sengoku Mitsugu                                                                            |                    |          |

## Andere Positionen
| Amt                        | Name                                |
| -------------------------- | ----------------------------------- |
| Chefkabinettssekretär      | Egi Tasuku Hbis 2. August 1925      |
| Chefkabinettssekretär      | Tsukamoto Seiji bis 30. Januar 1926 |
| Leiter des Legislativbüros | Tsukamoto Seiji bis 2. August 1925  |
| Leiter des Legislativbüros | Yamakawa Tadao bis 30. Januar 1926  |